# Achilles Gasser
Pour les articles homonymes, voir Gasser.
Achilles Pirmin Gasser (1505–1577)  né à Lindau est un érudit de la Renaissance, médecin et astrologue. Il a exercé à Feldkirch (Vorarlberg) et fut un soutien du jeune Rheticus, puis un ami proche de celui-ci. Il fut l'un des premiers à lire la Narratio Prima, le premier rapport sur les théories de Copernic, qu'écrivit et fit imprimer anonymement Rheticus à Gdansk en 1540. Convaincu par l'ouvrage, il est l'un des rares contemporains de l'astronome polonais à soutenir pleinement son système héliocentrique comme une réalité physique, et pas seulement un modèle mathématique. Gasser a écrit la préface de la seconde édition de la Narratio Prima parue en 1541 à Bâle, la première où l'auteur est cité.